# Fratelli missionari di Sant'Efrem
I Fratelli missionari di Sant'Efrem, detti anche antoniani di Sant'Efrem, erano una società di sacerdoti siro-cattolici dedita all'evangelizzazione  dei cristiani siro-ortodossi.

## Storia

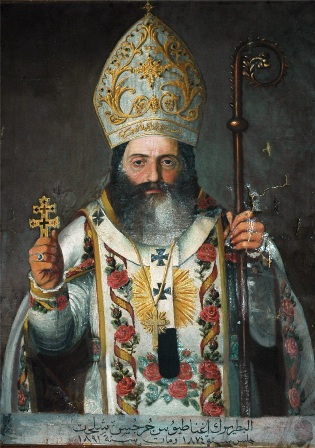
Il patriarca Chelhot, fondatore della congregazione

L'istituto fu fondato da Ignazio Giorgio V Chelhot, patriarca siro di Antiochia, per l'evangelizzazione dei siro-giacobiti. Nel 1882 Chelhot istituì presso Mardin un convento di venti celle intitolato a sant'Efrem. Nelle intenzioni del fondatore, i missionari avrebbero dovuto costituire una congregazione di religiosi di voti semplici, ma con una lettera del 20 agosto 1883 la congregazione di Propaganda Fide, pur approvando l'erezione dell'istituto, non consentì l'emissione dei voti.
Il concilio di Charfeh del 1885 lodò la fondazione fatta dal patriarca e decise che i missionari avrebbero adottato, se la Santa Sede avesse concesso il suo assenso, la regola di sant'Antonio osservata dai monaci maroniti e caldei.
Nel 1902 l'istituto contava, oltre al convento di Mardin, altre quattro case, ma la guerra del 1914 causò la dispersione dei missionari: i loro edifici vennero requisiti dalle truppe e i loro beni sequestrati. Nel 1934 sopravvivevano ancora cinque missionari attivi a Mardin e nei vicini villaggi di Golya e Kolosya.